# Pere Joan Oliver
Pere Joan Oliver (o Olivar) (València, c. 1498- ?? 1553), fou un humanista i teòleg erasmià valencià, d'origen jueu i mallorquí i que desenvolupà les seva formació i les seves activitats en diversos països d'Europa.
Estudià grec a Alcalà amb el cretenc Demetri Ducas, i filosofia a París amb un deixeble de Musarus. Al col·legi del cardenal Lemoine fou deixeble de Jacob Fabro (Lefèvre d'Étaples), teòleg i humanista francès que aportà moltes idees a la Reforma protestant. Va viatjar per Alemanya, C. d'Holanda i Anglaterra, on hi romangué tres anys, relacionant-s'hi amb els humanistes anglesos, possiblement per les recomanacions de Lluís Vives. Va conèixer a Erasme de Rotterdam a Bruges, amb qui es cartejà en llatí, esdevenint un partidari de les seves idees.
El 1528 tornà a València, on, pel seu erasmisme, es veié enfrontat amb el rector de la Universitat, Joan Salaia, el que el privà d'obtenir les càtedres de grec i de llatí, que li havien estat ofertes pels jurats.
El 1535 tornava a ser a França, possiblement gràcies als bons oficis del també valencià Joan Martí Població —a qui va dirigida la dedicatòria del seu comentari del mateix any al Somnium Scipionis de Ciceró— i de l'humanista Guillaume Budé. Allí, a París, hi publicà Pomponnii Melae de situ orbis libri tres i les Annotationes in Ciceronis Opus, i a Poitiers els Scholia al Somnium i la Summa capita in Ciceronis Philosophiam moralem. El 1542 publicà a Oxford el De prophetia et spiritu prophetico dedicat al bisbe de Winchester, Gardiner. Va estar tres anys al servei del bisbe de Lieja Jordi d'Àustria, oncle de l'emperador Carles V.